# Club Deportivo Cruz Azul Hidalgo
Il Club Deportivo Cruz Azul Hidalgo è una società calcistica messicana di Jasso. Milita nella Série A de Mexico, la terza divisione del calcio messicano. È una filiale del Cruz Azul.

## Storia
Il club nacque come filiale del Cruz Azul e venne inizialmente iscritto alla terza divisione messicana con il nome Cruz Azul Hidalgo. Dopo alcune stagioni riuscì a vincere il campionato 1994-1995 guadagnandosi la promozione nella neonata Primera División A. Qui vi rimase per 8 stagioni raggiungendo due volte la finale in Liguilla nel torneo Verano del 1999 e del 2000, perdendo rispettivamente contro Curtidores ed Irapuato.
Al termine della Clausura 2003 il consiglio di amministrazione del Cruz Azul decise di spostare la sede del club ad Oaxaca de Juárez creando di fatto una nuova società. Nel 2006 la franchigia fu restituita allo stato di Hidalgo ed il club tornò ad esistere in occasione del torneo di Clausura 2006.
Il 15 maggio 2014 la direzione del Cruz Azul concluse la vendita della franchigia allo Zacatepec, retrocesso sul campo al termine della stagione precedente, che riuscì così a mantenere la divisione. Dopo questo evento l'Hidalgo acquisì i diritti sportivi del Cruz Azul Jasso militante in Liga Premier, dove rimase per i successivi anni.

## Palmarès

### Competizioni nazionali
- Segunda División: 1

1994-1995

### Altri risultati
- Liga de Ascenso: 2

Finalista: 1999 (Verano), 2000 (Verano)
- Segunda División: 1

2015 (Clausura)